# 潘昌煦

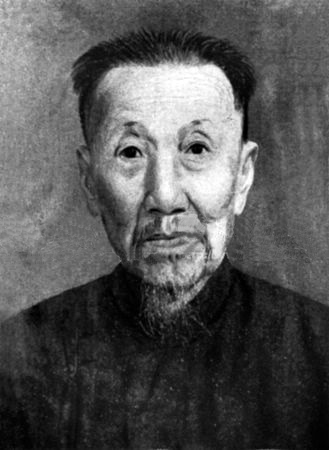

潘昌煦（1873年6月29日—1958年1月3日），字春暉，號由笙，一號芯廬，江蘇省蘇州府吳縣人，中華民国北京政府法官、政治人物、詩人、書法家。

## 生平
同治癸酉年六月初五日（1873年6月29日）生，江南蘇州府元和縣附生。
光緒十六年（1890年），經縣試、府試和院試，入庠。同年，被時任江蘇元和縣縣令李超瓊聘為元和縣署典記室書記員。
光緒二十年（1894年），參加甲午科江南鄉試，中式第五名。
光緒二十四年（1898年），參加戊戌科會試，中式二百三十一名，后參加殿試，以二甲第一百零六名，獲賜進士出身。獲德宗皇帝光緒欽點拔攉為庶吉士，得入翰林院。
光緒二十五年（1899年），隨恩師李超瓊啟程入川，開啟6個餘月的蜀地遊歷。
光緒二十九年（1903年），參加翰林院散館考試，列一等第十三名。被授翰林院編修之官職，就職於翰林院。先後被派往國史館、英武殿公幹，任国史館協修、武英殿協修。
光緒三十年（1904年），受維新派影響，“棄經始讀律”，入進士館修習法政。
光緒三十三年（1907年），由學部派遣，到日本中央大学留学，就讀法律。
宣統三年（1911年）夏，畢業於法律科。學成返國，回到翰林院。
曾被翰林院派往編查處，任編查處協修。
中華民國成立之初，積極參與政治。民國元年（1912年）2月，與朱壽朋(錫百)、潘鴻鼎（鑄禹）和陸鴻儀（棣威）等三十多人在上海發起成立國民黨，並於2月28日分別在申報和民立報上發表了《國民黨宣言書》。4月，入職唐紹儀國務院下屬的法制局，任參事。5月，國民黨與統一黨、民社、民國公會、國民協進會、國民共進會六團體合併為共和黨，而加入共和黨。8月，退出共和黨，以無黨派人士，調入中華民國大理院，任推事（即法官）。
民國三年（1914年）8月，中華民國大理院刑事第二庭設立，被調入刑事第二庭，任代理審判長推事。
民國四年（1915年）12月，升任中華民國大理院刑庭庭長，任中華民國大理院刑事第二庭審判長推事。
民國六年（1917年）10月，因母親病危，申請離職或請假，被批准給假南旋。
民國七年（1918年）3月，因母親仍病重，而申請離職，未獲批准。4月即返回北京，調任中華民國大理院刑事第一庭審判長推事。
民國八年（1919年）1月，因母親病故而丁母憂。
民國九年（1920年）12月30日，服闋，銷假並返回中華民國大理院。
民國十年（1921年）1月，調任中華民國大理院民事第一庭審判長推事。
民國十一年（1922年）7月，調任中華民國大理院民事第二庭審判長推事。
民國十四年（1925年）4月，調任中華民國大理院民事第一庭審判長推事。
民國十五年（1926年）3月，因病申請辭職，獲准，由此退出中華民國政壇。
在中華民國北京政府大理院供職期間，曾四度代理中華民國北京政府大理院院長之職位，如下所示：
1、民國十年（1921年）3月至12月26日，因當時大理院院長王寵惠被派往歐美公幹，而代理大理院院長；
2、民國十年（1921年）12月30日至民國十一年（1922年）4月21日，因當時大理院院長董康被任命署司法總長，而代理大理院院長；
3、民國十一年（1922年）5月26日至6月14日，因新內閣尚未組成，徐世昌發佈大總統令，而暫行代理大理院院長。
4、民國十三年（1924年）1月19日至年3月19日，因時任大理院院長余棨昌丁憂告假兩個月獲准，而代理大理院院長。
兼任其他政府官職如下所示：
1、民國四年（1915年）11月至民國六年（1917年）1月，兼任第一屆司法官懲戒委員會委員。
2、民國七年（1918年）4月至民國八年（1919年）1月，兼任文官高等懲戒委員會委員。
曾任大總統府顧問。
民國十七年（1928年）2月，受聘於私立燕京大學政治學系，任政治學系講師。
民國十七年（1928年）9月，被聘為燕京大學政治學系教授。同年，被聘任為國立清華大學政治學系兼職講師，至民國十九年（1930年）6月止。
民國十九年（1930年）9月，被聘為燕京大學法律學系教授。
民國二十二年（1933年）6月，棄教返鄉，隱居於江蘇省吳縣觀前街十號潘宅。
民國二十六年（1937年）8月，八一三事變后，曾加入由張一麐組織的難民救濟會。
中華人民共和国成立後，參與蘇州文物的戰後恢復工作。1951年10月，被選為蘇州市第四屆各界人民代表會議第一次會議的特邀代表。1952年9月，被選為蘇州市第四屆各界人民代表會議第二次會議的特邀代表。同年，被聘爲蘇州市文物管理委員會顧問。

1958年1月3日，在蘇州市病逝。享年85嵗。著有《芯廬遺集》。